# Sûreté de fonctionnement
La sûreté de fonctionnement est l'aptitude d'un système à remplir une ou plusieurs fonctions requises dans des conditions données. Elle englobe principalement quatre composantes : la fiabilité, la maintenabilité, la disponibilité et la sécurité. La connaissance de cette aptitude permet aux utilisateurs du système de placer une confiance justifiée dans le service qu'il leur assure. Par extension, la sûreté de fonctionnement désigne également l'étude de cette aptitude et peut ainsi être considérée comme la « science des défaillances et des pannes ».

## Une aptitude et une discipline
La sûreté de fonctionnement est, selon Alain Villemeur, l'« aptitude d'une entité à satisfaire à une ou plusieurs fonctions requises dans des conditions données ». Elle traduit la confiance qu'on peut accorder à un système, la sûreté de fonctionnement étant, selon la définition proposée par Jean-Claude Laprie, « la propriété qui permet aux utilisateurs du système de placer une confiance justifiée dans le service qu'il leur délivre ». Par extension, selon Alain Villemeur, « la sûreté de fonctionnement est considérée comme la science des défaillances et des pannes ».
Deux sens peuvent donc être donnés à la sûreté de fonctionnement :
- le sens propre est l'aptitude d'une entité (organisation, système, produit, moyen, etc.) d'une part, à disposer de ses performances fonctionnelles (la fiabilité, la maintenabilité, la disponibilité) et d'autre part, à ne pas engendrer de risques majeurs (la sécurité) ;
- le sens large correspondant aux activités d'évaluation de cette aptitude (c'est-à-dire les études de sûreté de fonctionnement).

## Historique
Le corpus de sûreté de fonctionnement s'est établi au XIXe siècle, notamment en France au travers de la Commission centrale des machines à vapeur auprès du ministre de l'industrie. L'APAVE est à l'origine de la première réglementation d'application nationale sur la sûreté de fonctionnement des machines à vapeur, établie par Albert Olry et Paul Bonet, sur la base d'études effectuées à l'Institut industriel du Nord (École centrale de Lille). 

## Les composantes de la sûreté de fonctionnement
Selon Alain Villemeur, la sûreté de fonctionnement englobe principalement la fiabilité, la disponibilité, la maintenabilité et la sécurité (qui forment le sigle FDMS) mais aussi d'autres aptitudes telles que la durabilité, la testabilité... ou encore des combinaisons de ces aptitudes.

### Fiabilité
La fiabilité est l'aptitude d'un composant ou d'un système à fonctionner pendant un intervalle de temps.
Plus précisément, la fiabilité est l'aptitude d'une entité à accomplir une fonction requise, dans des conditions données, durant un intervalle de temps donné. 
Le terme fiabilité est également utilisé pour désigner la valeur de la fiabilité et peut être défini comme une probabilité. C'est alors la probabilité pour qu’une entité puisse accomplir une fonction requise, dans des conditions données, pendant un intervalle de temps donné.
La notion de fiabilité est associée à celle de taux de défaillance.

### Maintenabilité
La maintenabilité est l'aptitude  d'un composant ou d'un système à être maintenu ou remis en état de fonctionnement.
Plus précisément, la maintenabilité est, dans des conditions données d'utilisation, l'aptitude d'une entité à être maintenue ou rétablie dans un état où elle peut accomplir une fonction requise, lorsque la maintenance est accomplie dans des conditions données, en utilisant des procédures et des moyens prescrits (la prise en considération de l'aptitude du système de soutien à maintenir ou à remettre en état l'entité est du domaine du soutien logistique intégré - SLI). 
Le terme maintenabilité est également utilisé pour désigner la valeur de la maintenabilité. C'est alors, pour une entité donnée, utilisée dans des conditions données d’utilisation, la probabilité pour qu’une opération de maintenance active puisse être effectuée pendant un intervalle de temps donné, lorsque la maintenance est assurée dans des conditions données et avec l’utilisation de procédures et des moyens prescrits.

### Disponibilité
La disponibilité est l'aptitude d'un composant ou d'un système à être en état de marche à un instant donné.
Plus précisément, la disponibilité est l'aptitude d’une entité à être en état d’accomplir une fonction requise dans des conditions données, à un instant donné, en supposant que la fourniture des moyens nécessaires est assurée.
Le terme disponibilité est également utilisé pour désigner la valeur de la disponibilité et peut être défini comme une probabilité. C'est alors la probabilité pour qu’une entité puisse accomplir une fonction requise, dans des conditions données, à un instant donné.

### Sécurité
La sécurité est l'aptitude d'une entité à ne pas conduire à des accidents inacceptables.
Plus précisément, la sécurité est l'aptitude d'un produit à respecter, pendant toutes les phases de vie, un niveau acceptable de risques d'accident susceptible de causer une agression du personnel ou une dégradation majeure du produit ou de son environnement.

### Autres composantes
La testabilité est l'aptitude d'une entité à être déclarée défaillante dans des limites de temps spécifiées, selon des procédures prescrites et dans des conditions données. 
La durabilité est l'aptitude d'une entité à accomplir une fonction requise dans des conditions données d'utilisation et de maintenance, jusqu'à ce qu'un état limite soit atteint.

### Relations entre les composantes
La testabilité d'un composant contribue à la maintenabilité de l'équipement qui le contient.
La disponibilité d'un produit dépend de sa fiabilité et de sa maintenabilité. En effet, pour qu'un produit soit en état de marche à un instant donné, il faut, soit qu'il n'ait pas arrêté de fonctionner (fiabilité), soit qu'il ait pu être remis en état de marche en cas de défaillance (maintenabilité et mise en place des moyens de maintenance appropriés).
Selon les contextes, la disponibilité et la sécurité peuvent être des aptitudes compatibles ou antagonistes. Ainsi, si un produit ne dispose pas d'état de repli sûr en cas de panne (cas de l'avion en vol par exemple), la sécurité est obtenue par une forte disponibilité. À l'inverse, si l'état de panne est plus sûr que l'état de fonctionnement (cas des transports terrestres, des systèmes ferroviaires par exemple), un haut niveau de sécurité peut entrainer une disponibilité médiocre, un compromis entre sécurité et disponibilité doit alors être trouvé.

## Les études de sûreté de fonctionnement
La sûreté de fonctionnement porte sur l’ensemble du cycle de vie d’un système. Les études prévisionnelles de sûreté de fonctionnement regroupent les activités d'évaluation de la fiabilité, de la maintenabilité, de la disponibilité et de la sécurité d'une organisation, d'un système ou d'un produit en cours de développement. Ces évaluations permettent, par comparaison aux objectifs ou dans l'absolu, d'identifier les actions de construction (ou d'amélioration) de la sûreté de fonctionnement de l'entité. Les études de sûreté de fonctionnement peuvent être utilisées pour le soutien logistique intégré et peuvent contribuer à l'évaluation du coût du cycle de vie d'un produit.
Les études opérationnelles de sûreté de fonctionnement concernent le suivi des performances d'un système en exploitation. Elles permettent de s’assurer que les performances annoncées sont tenues pendant l’ensemble de la vie opérationnelle du système et de détecter d’éventuels phénomènes de vieillissement susceptibles de les dégrader.
Les études de sûreté de fonctionnement utilisent un ensemble d'outils et de méthodes qui permettent, dans toutes les phases de vie d'une entité, de s'assurer que celle-ci va accomplir ou accomplit les missions pour lesquelles elle a été conçue, et ce dans des conditions de fiabilité, de maintenabilité, de disponibilité et de sécurité prédéfinies. Ces études consistent généralement à analyser les effets des pannes, dysfonctionnements, erreurs d'utilisation ou agressions de l'entité étudiée.

## Les traductions en anglais
- sûreté de fonctionnement se traduit par dependability[1] ;
- fiabilité se traduit par reliability ;
- maintenabilité est le calque de maintainability ;
- disponibilité se traduit par availability ;
- sécurité se traduit par safety ;
- FMDS (sigle de fiabilité, maintenabilité, disponibilité et sécurité) est le calque de RAMS (reliability, availability, maintainability and safety) (inversion en français de l'ordre de maintenabilité et disponibilité).